# Universitatea din Lund
Universitatea din Lund  (suedeză: Lunds universitet, latină: Universitas Lundensis) este o universitate în orașul suedez Lund. Ea își are originea într-un studium generale franciscan fondat în 1425 pe lângă Catedrala din Lund, în provincia Skåne (Scania), care pe atunci aparținea regatului Danemarcei. Studiile la nivel baccalaureatus au început în anul 1438, astfel că această școală este cea mai veche instituție de învățământ superior din Scandinavia, urmată de studia generalia din Uppsala în 1477 și Copenhaga în 1479. După ce Scania a fost cedată Suediei în 1658, universitatea a luat locul fostului studium generale.
Universitatea din Lund este una dintre cele mai vechi, mai mari și mai prestigioase universități din Europa; ea e clasificată constant în categoria top 100 universități din lume.

## Departamente
- Facultatea de litere
- Facultatea de teologie
- Facultatea de medicină
- Facultatea de drept
- Facultatea de științele naturii
- Facultatea de științe sociale
- Școala din Lund de economie și management
- Facultatea de inginerie
- Academia de arte ale spectacolului și de arte vizuale (Academia de Muzică, Artă și Teatru)

Există și alte departamente la Malmö, între altele, Academia de Muzică din Malmö, și la Helsingborg.

## Personalități

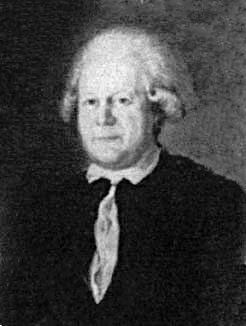
Erland Samuel Bring

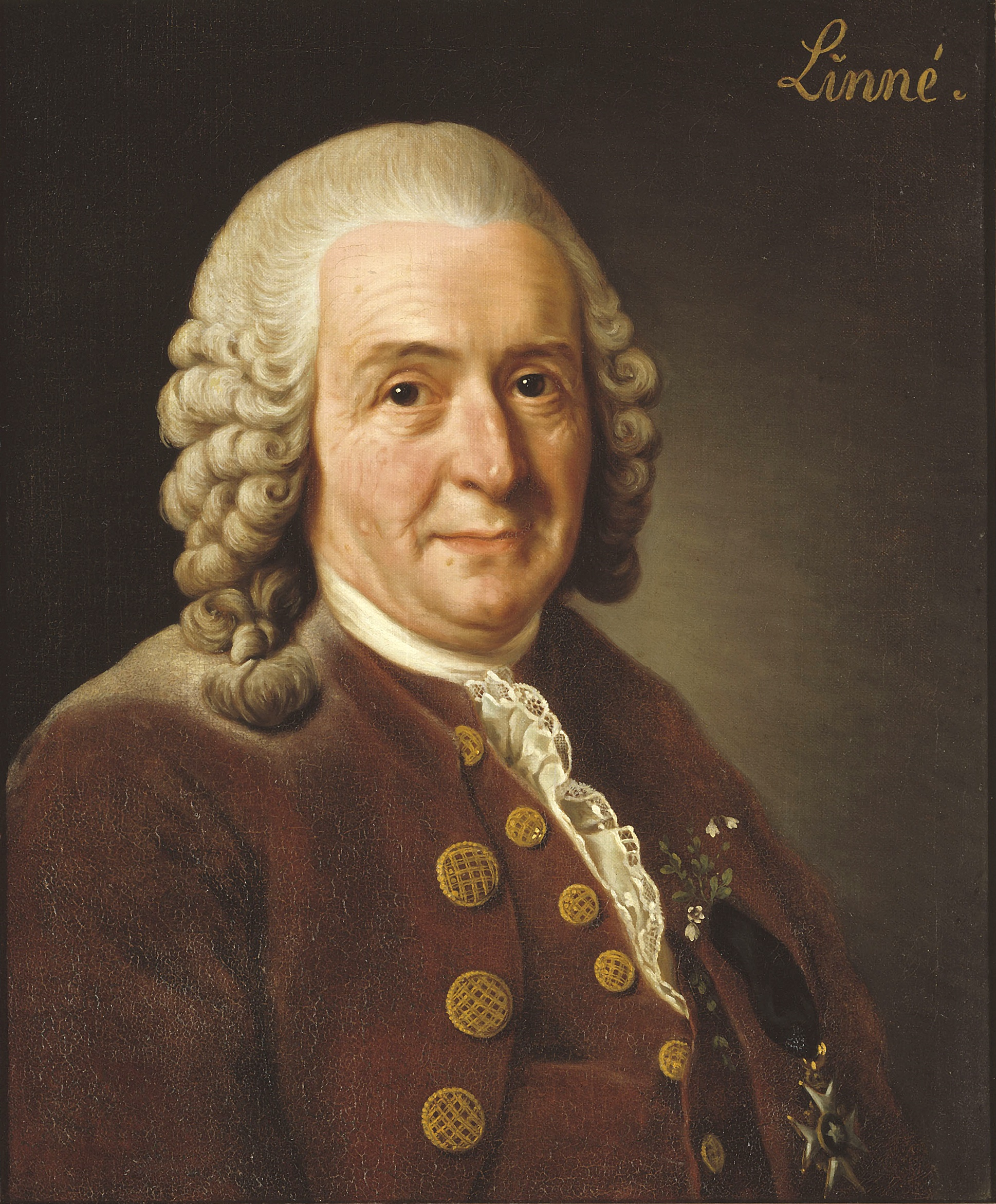
Carl von Linné

- Kilian Stobæus (1690-1742), medic și naturalist suedez
- Carl von Linné (1707-1778), naturalist suedez
- Johan Gottschalk Wallerius (1709-1785), chimist și mineralog suedez
- Erland Samuel Bring (1736-1798), matematician suedez
- Bengt Lidner (1757-1793), poet suedez
- Erik Acharius (1757-1819), botanist suedez
- Thomas Thorild (1759-1808), poet, critic și filosof suedez
- Per Georg Scheutz (1785-1873), inventator suedez
- Johan Wilhelm Zetterstedt (1785-1874), entomolog suedez
- Otto Lindblad (1809-1864), compozitor suedez
- Martin Wiberg (1826-1905), inventator suedez
- Karl Manne Georg Siegbahn (1886-1978), fizician suedez (Premiul Nobel pentru Fizică, 1924)
- Fredrik Adam Smitt (1839-1904), zoolog suedez
- Ernst Wigforss, om politic suedez (1881-1977)
- Göte Wilhelm Turesson (1892-1970), botanist suedez
- Frans Gunnar Bengtsson (1894-1954), scriitor suedez
- Tage Erlander (1901-1985), prim-ministru suedez din 1946 până în 1969
- Per Wahlöö (1926-1975), scriitor suedez
- Hans Alfredson (n. 1931), actor și cineast suedez
- Ingvar Carlsson (n. 1934), prim-ministru suedez din 1986 până în 1991 și din 1994 până în 1996
- Göran Sonnevi (n. 1939), poet suedez
- Boris Smeds (n. 1944), inginer suedez
- Tèshomè Meteku, muzician etiopian

## Clasament internațional
Universitatea din Lund este clasată a 97-a, în clasamentul mondial pe 2008 « în Academic Ranking of World Universities » efectuat de Universitatea Jiao-tong din Shanghai care clasează 6.000 de școli și universități, în funcție de volumul și calitatea publicațiilor lor electronice.
Clasamentul realizat de Universitatea Jiao-tong din Shanghai este discutabil în metodologia lui întrucât favorizează publicațiile în limba engleză și universitățile care au aplecare spre științele exacte.

## Galerie

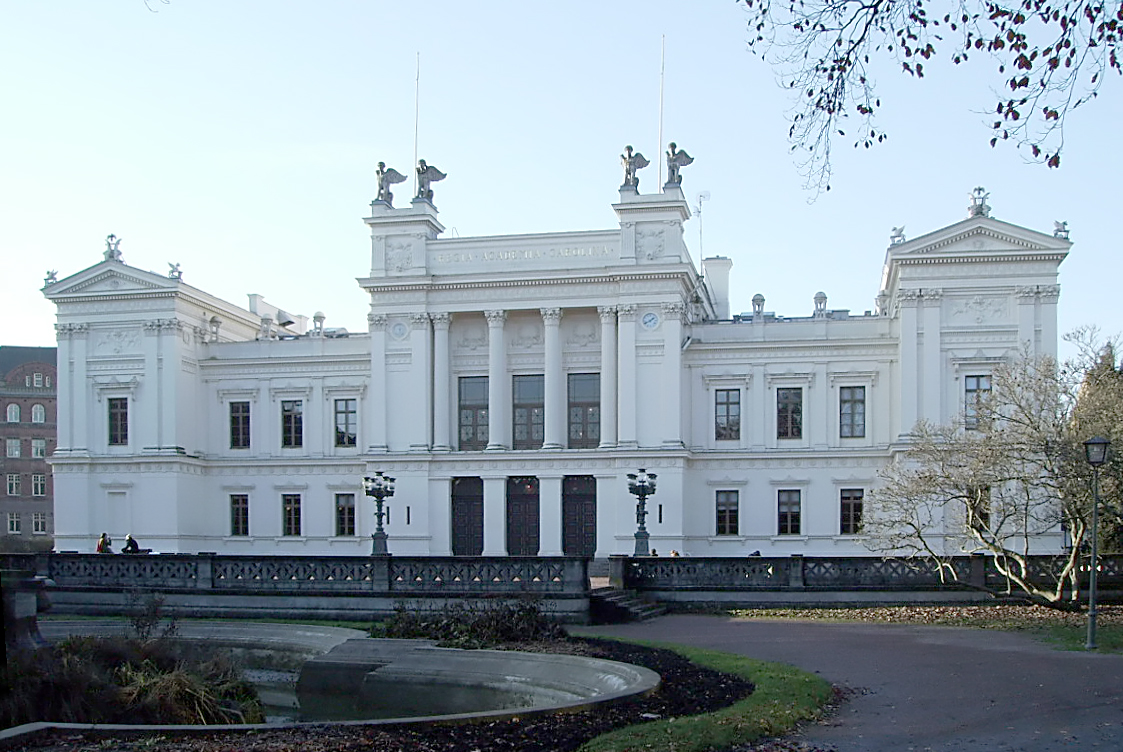
Huvudbyggnaden, clădirea principală a universității
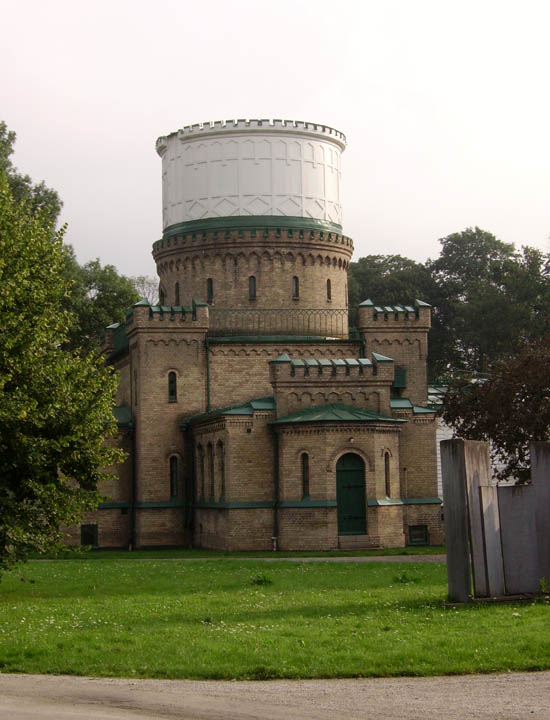
Institutionen för astronomi
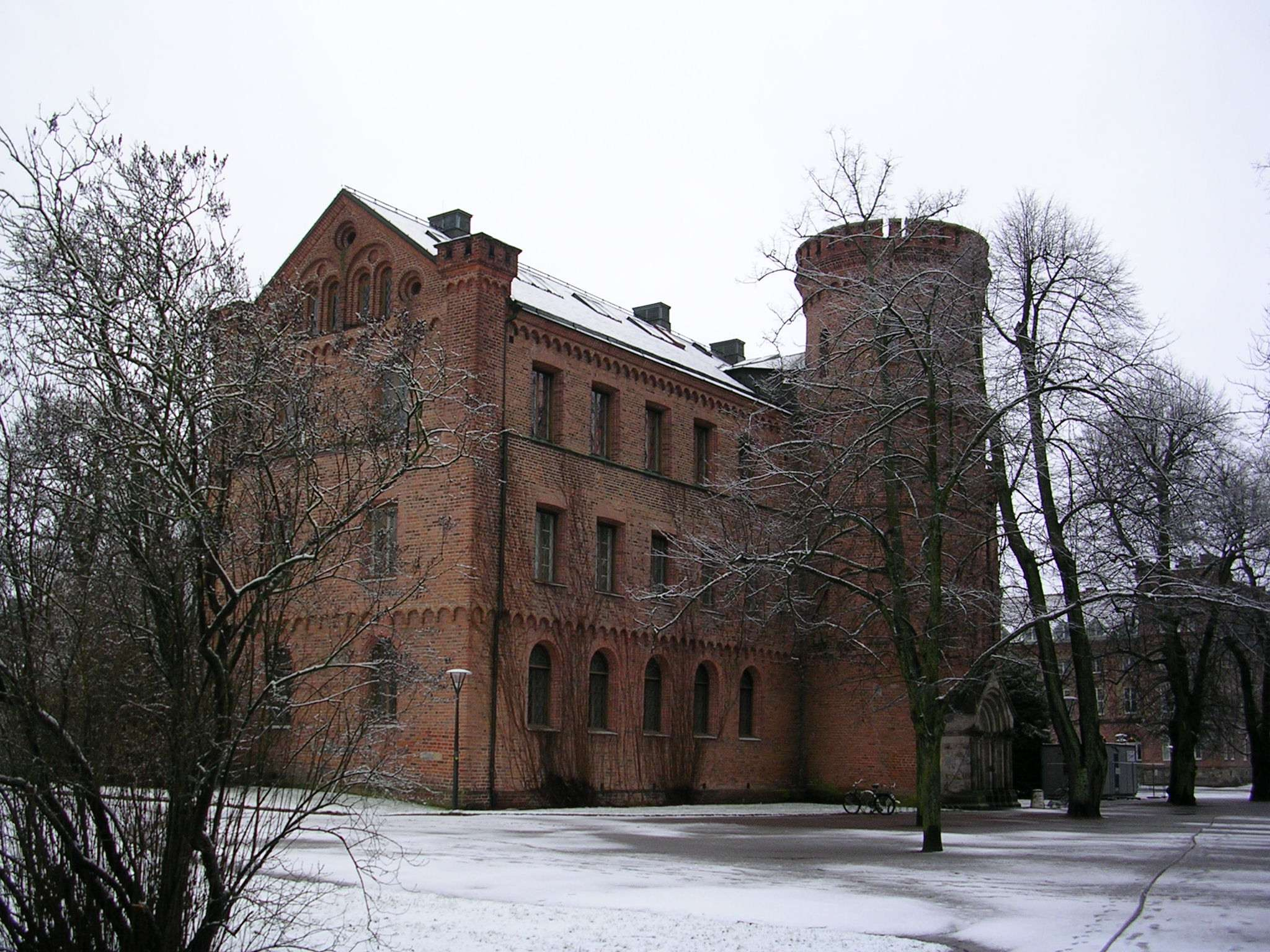
Kungshuset („casa regală“), cea mai veche clădire a universității (terminată în 1584), adăpostește astăzi departamentul de filosofie.
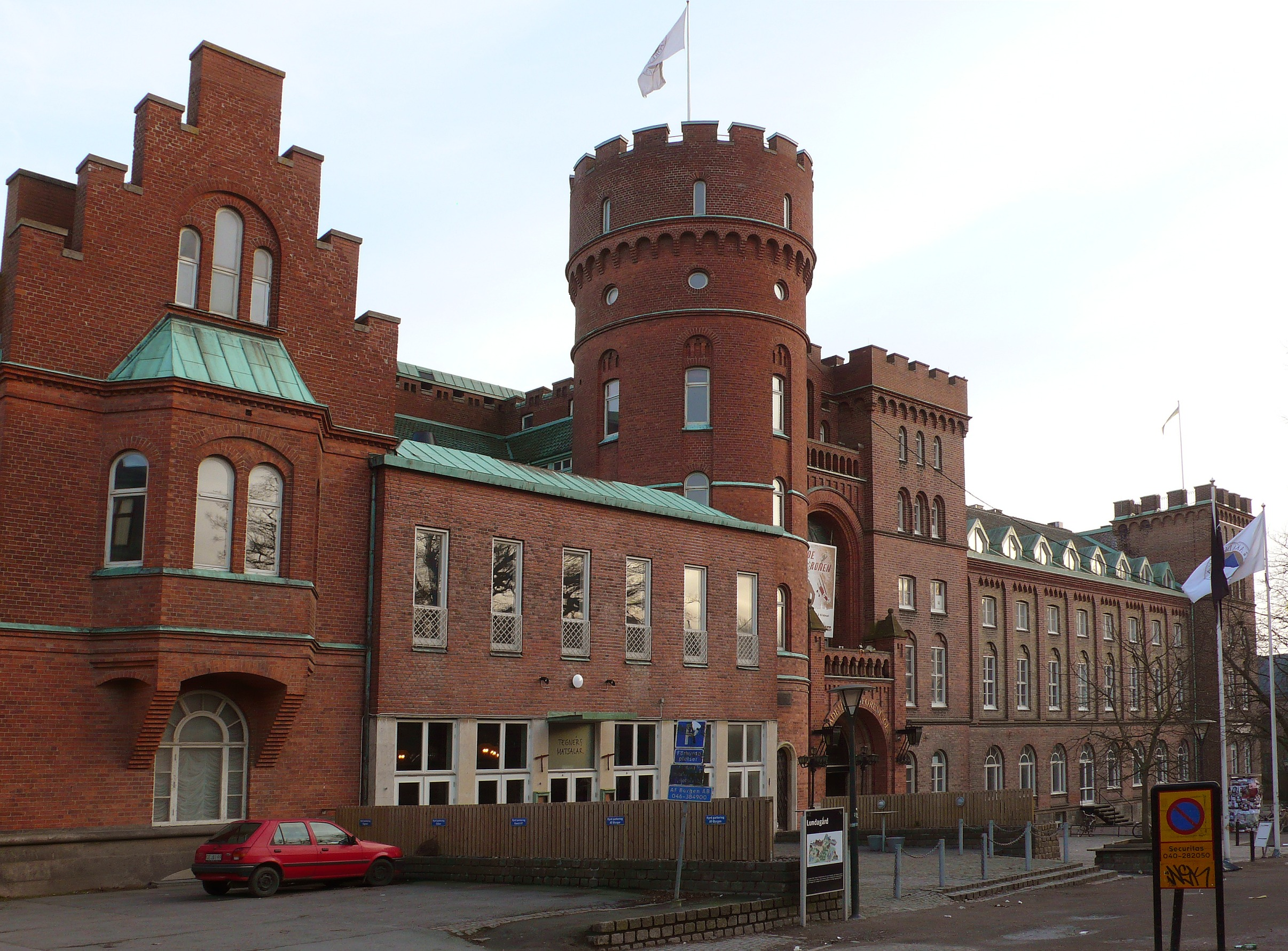
Akademiska Förening
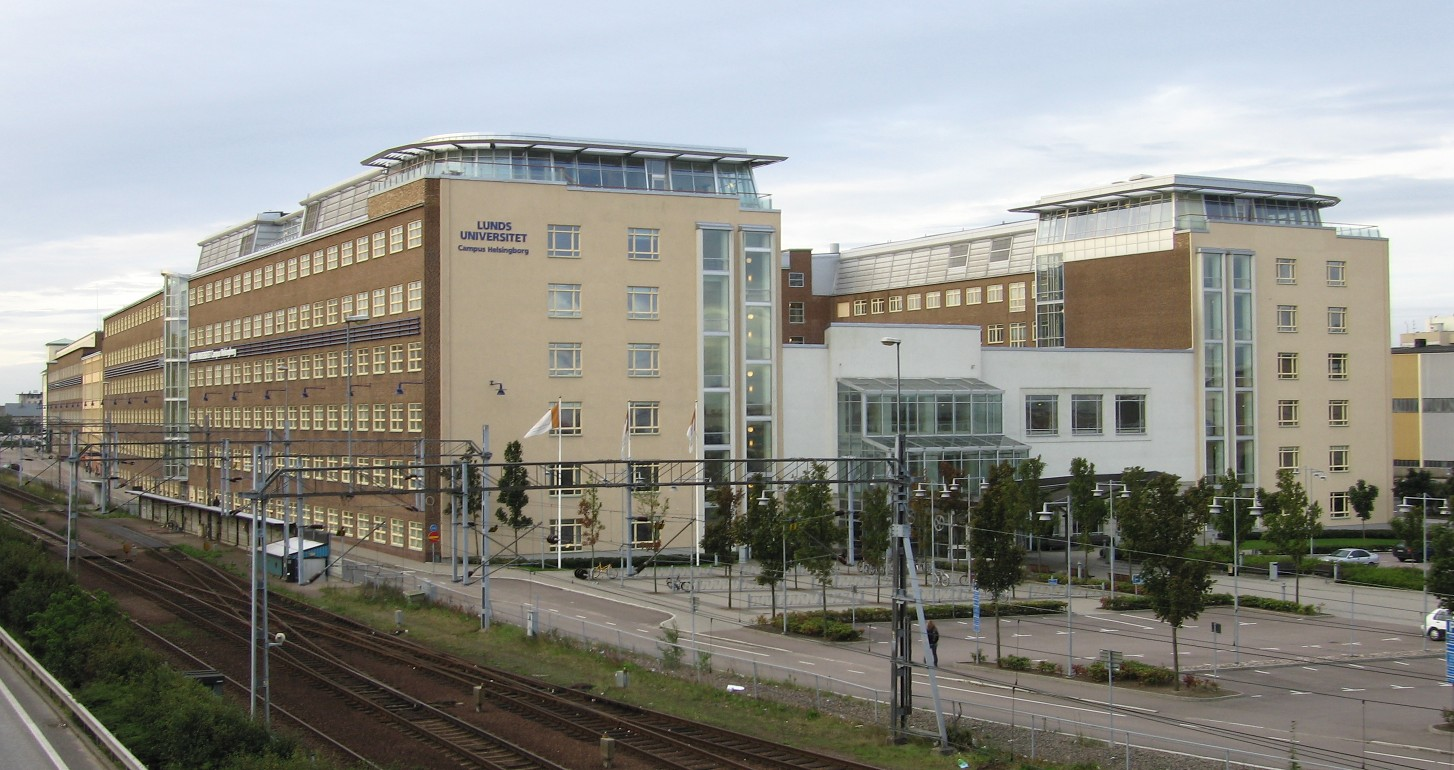
Clădirea campusului din Helsingborg, cândva clădirea fabricii Tretorn